# Spejdercentret Gurredam
Spejdercentret Gurredam er et spejdercenter under Det Danske Spejderkorps beliggende i Gurre nær Helsingør. Gurredam råder over 16 tønder land og 13 lejrpladser. Derudover er der en række bygninger med blandt andet plads til indendørs overnatning. Gurredam ligger op til skoven Nyrup Hegn.